# Берец, Вильмош-Йожеф Иштванович
Вильмош-Йожеф Иштванович Берец (укр. Вільмош-Йожеф Іштванович Берец); 14 октября 1915, Сигет, Австро-Венгрия — 1999, Ужгород, Украина) — украинский советский художник-график, педагог, историк и теоретик искусства венгерского происхождения.

## Биография
Учился в Техническом институте в Праге (1934—1939) у О. Блажичека, Ц. Боуды, И. Сейпки и в Венгерской королевской школе рисования в Будапеште (1939—1940) у В. Аба-Новака и Я. Баранского.
В 1940—1944 годах работал учителем рисования в школе города Мукачево. В 1948—1975 годах — педагог Ужгородского училища декоративно-прикладного искусства. Среди учеников — художники П. Балла, Ю. Герц, И. Шутев и др.
С 1950 года участвовал художественных выставках. В 1956 году был принят в Союз художников Украинской ССР. В 1995 году в Ужгороде прошла персональная выставка художника.
Также известен как автор статей по теории искусства, а также статей, посвящённых творчеству различных художников, в том числе Закарпатья. Собрал обширный архивный материал по истории развития местной школы живописи.
Дочь — художница Маргарита Берец (1956).

## Творчество
Работал в станковой графике. Ряд произведения художника выполнен в технике живописной графики.
Среди наиболее значимых достижений художника — акварельные пейзажи, в частности На Раховщине (1975), За чтением (1977).
Произведения художника хранятся в Закарпатском областном художественном музее.